# ترامپچین دی
ترامپچین دی (به لاتین: Trąbczyn D) یک روستا در لهستان است که در Gmina Zagórów واقع شده‌است.

## خصوصیات
ترامپچین دی ۱۵ نفر جمعیت دارد.